# 553-тя гренадерська дивізія (Третій Рейх)
553-тя гренадерська дивізія (Третій Рейх) (нім. 553. Grenadier-Division) — гренадерська піхотна дивізія Вермахту, що входила до складу німецьких сухопутних військ за часів Другої світової війни.

## Історія
553-тя гренадерська дивізія була створена 11 липня 1944 року в ході 29-ї хвилі мобілізації на навчальному центрі Мюнзінген (нім. Truppenübungsplatz Münsingen) в 5-му військовому окрузі. У вересні 1944 року дивізія була перекинута в Лотарингію в район на південь від Меца, де увійшла до XIII корпусу СС. З 15 по 23 вересня вела оборонні бої, в результаті чого всі атаки на ділянці дивізії були відбиті. Однак через небезпеку прориву противника на лівому фланзі XIII корпусу СС, формуванням дивізії довелося відступати на південь, а потім далі відступити з Нансі. Командир дивізії, полковник Лер, був засуджений військовим трибуналом до двох років ув'язнення за самовільне полишення Нансі.
23 вересня дивізія захищала позиції на широкому фронті від Ландремона до Фо на південь від Меца. На початку жовтня дивізія вела бої під Момені-Шенікур. 9 жовтня 1944 року дивізія була перейменована в 553-ю фольксгренадерську дивізію.

## Райони бойових дій
- Німеччина, Франція (липень — жовтень 1944).

## Командування

### Командири
- оберст Лер (нім. Löhr) (11 липня — 30 вересня 1944)
- генерал-майор Ганс Брюн (нім. Hans Bruhn) (30 вересня — 9 жовтня 1944)

### Підпорядкованість
| Час      | Корпус         | Армія      | Група армій (округ) | Штаб |
| -------- | -------------- | ---------- | ------------------- | ---- |
| 1944     |                |            |                     |      |
| вересень | XIII корпус СС | 1-ша армія | Група армій «G»     | Мец  |

### Склад
| 1944                                      |
| ----------------------------------------- |
| 1119-й гренадерський полк                 |
| 1120-й гренадерський полк                 |
| 1121-й гренадерський полк                 |
| 1553-й артилерійський полк                |
| 553-тя фузилерна рота                     |
| 1553-тя рота зв'язку                      |
| 1553-те дивізійне управління забезпечення |

## Нагороджені дивізії
Нагороджені дивізії
|  | Кавалери Золотого Німецького Хреста                                                                        | 5 |
|  | Кавалери Срібного Німецького Хреста                                                                        | 1 |
|  | Кавалери Лицарського хреста Залізного хреста                                                               | 3 |
|  | Кавалери Почесної застібки Сухопутних військ «Почесна застібка на орденську стрічку для Сухопутних військ» | 1 |